# Emil Steger
Emil Steger   (Viena, 25 de juny de 1856 - 3 de gener de 1929) fou un cantant austríac d'òpera i concert de la corda del baríton.

## Biografia
Emil Steger va començar a estudiar dret i després va passar al cant, per al qual es va formar a Viena i Itàlia. Steger va tenir el seu primer compromís a l'Òpera de Graz, després va cantar al Stadttheater Zürich el 1881/82, després al Hoftheater de Wiesbaden i el 1886/87 al Stadttheater de Basilea. Steger va continuar la seva carrera als Estats Units al Thalia Theatre de Nova York i va cantar el Telramund de Lohengrin al Metropolitan Opera el 1887/88 .
De 1889 a 1892 Steger va estar contractat al teatre de Brno i després a Colònia i Halle an der Saale. Va tornar a Viena i des d'allà va fer una gira per Europa amb recitals fins al 1914. Steger també va treballar com a professor de cant. Entre els seus alumnes hi havia Hans Duhan i Herbert Thöny.
El seu germà Heinrich Steger (1854-1929) fou un reeixit advocat criminalista a Viena.